# Diocesi di Łowicz
La diocesi di Łowicz (in latino Dioecesis Lovicensis) è una sede della Chiesa cattolica in Polonia suffraganea dell'arcidiocesi di Łódź. Nel 2021 contava 583.169 battezzati su 601.186 abitanti. È retta dal vescovo Wojciech Tomasz Osial.

## Territorio
La diocesi comprende la parte nord-orientale del voivodato di Łódź e alcuni distretti nella parte centro-occidentale del Voivodato della Masovia.
Sede vescovile è la città di Łowicz, dove si trova la cattedrale dedicata all'Assunzione di Maria Vergine e a San Nicola.
Il territorio è suddiviso in 21 decanati e in 167 parrocchie.

## Storia
La diocesi di Łowicz è stata eretta il 25 marzo 1992 nell'ambito della riorganizzazione delle diocesi polacche voluta da papa Giovanni Paolo II con la bolla Totus tuus Poloniae populus. Il suo territorio è stato ricavato dalle diocesi di Łódź (elevata contestualmente al rango di arcidiocesi) e di Płock e dall'arcidiocesi di Varsavia, di cui originariamente era suffraganea.
Il 7 ottobre 1993, con la lettera apostolica Christifideles dioecesis, lo stesso papa Giovanni Paolo II ha confermato santa Vittoria e il beato Honoratus Kozminski, patroni principali della diocesi.
Il 24 febbraio 2004 è entrata a far parte della provincia ecclesiastica di Łódź.

## Cronotassi dei vescovi
Si omettono i periodi di sede vacante non superiori ai 2 anni o non storicamente accertati.
- Alojzy Orszulik, S.A.C. † (25 marzo 1992 - 27 marzo 2004 ritirato)
- Andrzej Franciszek Dziuba (27 marzo 2004 - 9 marzo 2024 dimesso)
- Wojciech Tomasz Osial, dal 12 settembre 2024[3]

## Statistiche
La diocesi nel 2021 su una popolazione di 601.186 persone contava 583.169 battezzati, corrispondenti al 97,0% del totale.
| anno | popolazione | popolazione | popolazione | presbiteri | presbiteri | presbiteri | presbiteri                | diaconi | religiosi | religiosi | parrocchie |
| anno | battezzati  | totale      | %           | numero     | secolari   | regolari   | battezzati per presbitero | diaconi | uomini    | donne     | parrocchie |
| ---- | ----------- | ----------- | ----------- | ---------- | ---------- | ---------- | ------------------------- | ------- | --------- | --------- | ---------- |
| 1999 | 594.000     | 596.000     | 99,7        | 398        | 334        | 64         | 1.492                     |         | 86        | 473       | 160        |
| 2000 | 592.761     | 594.761     | 99,7        | 384        | 324        | 60         | 1.543                     |         | 83        | 480       | 160        |
| 2001 | 586.536     | 588.556     | 99,7        | 382        | 322        | 60         | 1.535                     | 2       | 83        | 483       | 161        |
| 2002 | 606.219     | 608.259     | 99,7        | 385        | 325        | 60         | 1.574                     | 2       | 83        | 495       | 161        |
| 2003 | 604.354     | 606.414     | 99,7        | 370        | 310        | 60         | 1.633                     |         | 80        | 486       | 163        |
| 2004 | 604.354     | 606.414     | 99,7        | 380        | 320        | 60         | 1.590                     |         | 79        | 486       | 163        |
| 2013 | 607.825     | 609.479     | 99,7        | 390        | 325        | 65         | 1.558                     |         | 73        | 402       | 166        |
| 2016 | 604.685     | 605.308     | 99,9        | 380        | 311        | 69         | 1.591                     |         | 73        | 366       | 167        |
| 2019 | 583.495     | 602.730     | 96,8        | 380        | 313        | 67         | 1.535                     |         | 79        | 360       | 167        |
| 2021 | 583.169     | 601.186     | 97,0        | 359        | 303        | 56         | 1.624                     |         | 66        | 346       | 167        |